# Alexandre Bigot
Alexandre Bigot, född 5 november 1865 i Mer, död 27 april 1927 i Paris, var en fransk kemist och uppfinnare på keramikfabrikationens område.
Bigot framställde hårdbrända glasyrer samt marmorerat och kristalliserat stengods och sysslade för övrigt med alla grenar av keramikfabrikationen. Mest känd är hans djurfris, efter modell av R. Jouve, på Porte monumentale, världsutställningen i Paris 1900. Delar av den finns numera i konstindustrimuseet i Leipzig.